# Auguste Joltrois
Auguste Joltrois, né Augustin Joltrois à Reims le 8 juin 1816 et mort à Paris 8e le 3 juillet 1890, est un auteur dramatique et écrivain français.

## Biographie
Chef de bureau au ministère de l'agriculture et du commerce (1848-1878), ses pièces ont été représentées au Théâtre du Palais-Royal, au Théâtre des Folies-Dramatiques et au Théâtre Déjazet.
Chevalier de la Légion d'honneur (2 octobre 1877), il est inhumé au cimetière du Père-Lachaise.

## Œuvres
- Les Anti-Guèpes. Freyschutz à un ours de ses amis, Laisné, 1840
- English spoken , vaudeville en 1 acte, avec Albéric Second, 1855
- Madame a sa migraine, comédie-vaudeville en 1 acte, avec Émile Abraham, 1858
- Les Coups de pied de l'âne, Masgana, 1862
- Qui a mangé la bouillabaisse ?, comédie-vaudeville en 1 acte, avec Abraham, 1863
- Un soir qu'il neigeait, comédie en 1 acte, 1867
- Les Pantoufles du mari, comédie en 1 acte, 1874
- La Question du jour, scène de la vie conjugale, 1880
- Le Tic de Maurice, comédie, 1882
- L'Occasion. L'Herbe tendre, comédie, 1883
- La Livrée, comédie, 1884
- Soit ! nous plaiderons, comédie, 1885
- Le Canon du Palais-Royal, comédie, 1889